# سلطة الهوتو

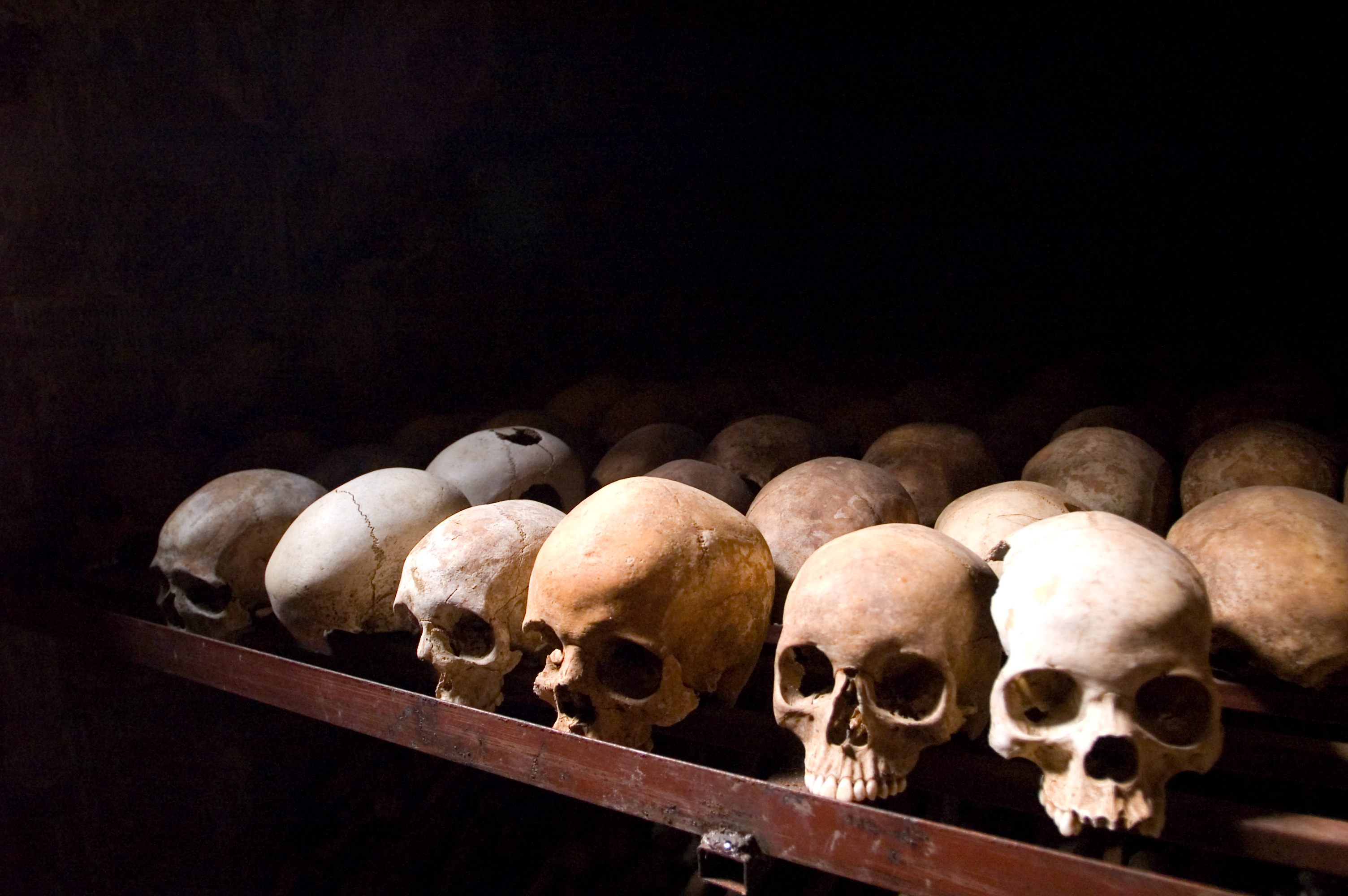
جماجم الضحايا من العرق التوستي، والتي ارتكبها سلطة الهوتو.

سُلطة الهوتو هي أيديولوجية عنصرية يطرحها المتطرفون الهوتو في رواندا. أدت هذه السلطة إلى إبادةٍ جماعية رواندية في عام 1994 ضد التوتسي، وتضم الأحزاب والحركات السياسية في الهوتو كحزب أكازو وائتلاف الدفاع عن الجمهورية وميليشيا إمبوزاموغامبي شبه العسكرية والحركة الجمهورية الوطنية الديمقراطية من أجل الديمقراطية والتنمية وميليشيات انتراهاموي شبه العسكرية.

## أيديولوجية
أسس حسن نجيز في عام 1990 وصايا الهوتو العشرة التي كانت بمثابة أساس أيديولوجية سلطة الهوتو. دعت الوصايا إلى سيادة الهوتو في رواندا وإلى قيادة حصرية للهوتو على المؤسسات العامة والحياة العامة في رواندا والفصل التام بين الهوتو والتوتسي والاستبعاد التام للتوتسيين من المؤسسات العامة والحياة العامة.
أعلنت الوصايا عن حظر أي شكل من أشكال العلاقة بين نساء الهوتو والتوتسي؛ وأن أي شخص من الهوتو يتزوج امرأة من التوتسي أو يصادق امرأة من التوتسي أو يوظف امرأة من التوتسي كسكرتيرة يُعد خائنًا لشعب الهوتو.
استُنكر الشخص التوتسي ووُصف بأنه غير أمين في العمل الذي هدفه الوحيد هو تفوق مجموعته العرقية. وأعلن أن أي شخص من الهوتو هوتو ممن قاموا بأعمال تجارية مع توتسي يُعد خائناً لشعب الهوتو. أعلنت الوصايا أن شعب الهوتو يجب أن يتوقفوا عن رحمة التوتسي وأشار إلى التوتسي كعدو توتسي المشترك.

## التاريخ

### خلفية
حُكمت مملكة رواندا تقليديًا من قبل حاكم من التوتسي. تشير الأدلة التاريخية إلى أن الهوتو والتوا أدرجا في الحكومة على الرغم من أن التوا أقل بكثير من الهوتو.
ابتكر المجتمع مفاهيم للوضع الاجتماعي مبنية على المساعي التقليدية للجماعات. التوا، التي تعمل بشكل مباشر مع الأرض من خلال الفخار اعتُبرت غير نقية. يُعتبر شعب الهوتو الذين ما زالوا يعملون مع الأرض ولكن أقل من التوا كأقل نقاءً من التوتسي فوق الأرض.

### التحول في الحكم الاستعماري البلجيكي
نحو نهاية الحكم البلجيكي، بدأت الحكومة في تفضيل الهوتو الذين كانوا ينظّمون المزيد من النفوذ. والأهم من ذلك، أن الإدارة البلجيكية كانت تخشى صعود الشيوعية والنظام الاشتراكي لأفريقيا بقيادة باتريك لومومبا من الكونغو-ليوبولدفيل.

## تشكيل قوة الهوتو
استخدم الرئيس المنتخب الأول غريغوار كايباندا وهو من عرقية الهوتو التوترات العرقية للحفاظ على سلطته الخاصة.و تبنى الراديكاليون الهوتو الذين يعملون مع مجموعته (وفيما بعد ضدها) فرضية هاميت مصورين بذالك عرقية التوتسي على أنهم غرباء وغزاة ومغتصبين لارض رواندا.
دعا بعض المتطرفين الهوتو إلى إعادة شعب التوتسي إلى الحبشة في إشارة إلى وطنهم المفترض. إن هذا المفهوم المبكر لسلطة الهوتو جعل رواندا ما قبل الغزو منطقة نقية عرقية يسيطر عليها الهوتو.

## تحت حكم هابياريمانا
في عام 1973، أطاح الجنرال ووزير الدفاع جوفينال هابياريمانا وهو من الهوتو الإثنيين المدعوم من قبل روانديون شماليون أكثر تطرفاً بكايباندا وزوجته. كان العديد من أنصار الجنرال من منطقة في الشمال ومن أحفاد ممالك الهوتو التي كانت شبه مستقلة قبل الفترة الاستعمارية. أثبتت الإدارة الناتجة أنها أفضل بالنسبة إلى التوتسي حيث كان العنف المدعوم من قبل الحكومة أكثر تشتتًا مما كان عليه في ظل كايباندا.

## أصوات سلطة الهوتو
استحوذت سلطة الهوتو على مجموعة متنوعة من المتحدثين الرسميين. حسن نجيز، وهو رجل أعمال جنّدته الحكومة لمكافحة منشور التوتسي المعروف باسم كانجوكا، وهي رسالة إخبارية راديكالية عن سلطة الهوتو. نشر نجيز الوصايا العشر للهوتو والتي شملت ما يلي:
- أولًا، ينبغي ألا يتزوج الهوتو والتوتسي.
- ثانيًا، يجب أن يتكون النظام التعليمي من أغلبية الهوتو.
- ثالثًا، يجب أن تكون القوات المسلحة الرواندية من الهوتو بشكلٍ خاص.[7][8]

تبث إذاعة تيليفيجن ليبر دي ميل كلينز برامج إذاعية توحي بانتهاء التسامح مع التوتسي وتكرار وصايا الهوتو العشرة وبناء الدعم لإيديولوجية سلطة الهوتو. اثنين من الأصوات الرئيسية في الإذاعة كانا مذيعين وهما فاليري بميريكي وجورج روجيو.
كان تكرار الوصايا العشر للهوتو محاولةً لتحريض السكان وتعبئتهم لارتكاب جريمة الإبادة الجماعية ضد التوتسي الذين صُوِّروا على أنهم يهددون النظام الاجتماعي والسياسي الذي تحقق منذ الاستقلال.
ألقى السياسي ليون موغسيرا خطابًا في تشرين الثاني/نوفمبر في عام 1992 حيث زُعم أنه يقول: «لا تخافوا، أعلم أن الشخص الذي لم تقطع له عنقه هو الذي سيقطع رقبتك، دعهم يحزمون حقائبهم، دعهم يذهبون». كثيرًا ما كانت البرامج الإذاعية تشير إلى التوتسي باسم "Inenenzi"، وهي كلمة كينيارواندا تعني«صرصور» وذلك على الرغم من أن المصطلح كان أيضًا وصف ذاتي من قبل أعضاء جبهة رواندا الوطنية التابعة للتوتسي.

## تعبئة لإبادة جماعية
خلال المفاوضات (اتفاقات أروشا) بين الحكومة الرواندية والجبهة الوطنية الرواندية، بدأ الهوتو الراديكاليون يزعمون أن هابياريمانا كان يتلاعب به التوتسي والهوتو الغير راديكاليون. لقد عذبوا رئيس الوزراء الذي كان يُدعى حينذاك أغاتي يوينجلييمانا.
في أعقاب اغتيال هابياريمانا الذي يُعتبر كحدثٍ حصل في وقتٍ ما تكهن به الناس وكان قد تكهن به المتطرفون من التوتسي، قامت سلطة هوتو بتعبئة ميليشيا من أبرز الأعضاء مثل إنتراهاموي وذلك لتنفيذ عمليات القتل الجماعي للإبادة الجماعية في رواندا.